# 奧爾滕
奧爾滕（德語：Olten）是位於瑞士北部的一座城市。屬索洛圖恩州。從蘇黎世、伯恩、巴塞爾、盧塞恩乘坐公共交通出發，僅需30分鐘以內就可到達奧爾滕。奧爾滕是瑞士的一個鐵路交通樞紐。

## 外部連結
- 官方網站